# Voronež (radar)
I Voronež (in cirillico: РЛС Воронеж ), talvolta designati con la sigla 77Ya6, sono una famiglia di stazioni radar di allerta precoce sviluppati negli anni 2000 dal gruppo RTI ed in servizio presso le forze armate russe a partire dal 2009.
Progettati per individuare velivoli, missili balistici e bersagli ipersonici fino ad 10.000 km di distanza, sono destinati a sostituire i precedenti complessi radar Daryal e Volga ancora in servizio presso le forze della Federazione Russa, costituendo una complessa rete di sorveglianza in grado di monitorare spazi aerei appartenenti ad altri continenti.
Degli 11 complessi programmati, al 2021 sono operative 7 stazioni mentre dell'ottava è previsto il completamento entro la fine dell'anno.
A partire dalla stazione in costruzione in Crimea, i radar Voronež saranno aggiornati e/o integrati dai radar Jachroma, loro successori.

## Storia
La dissoluzione dell'URSS lasciò sguarnita la rete di preallarme della neonata Federazione Russa, in quanto alcuni degli elementi che la componevano vennero ricompresi fuori confine o ne fu sospesa la costruzione: i Daryal in Lettonia, ad esempio, vennero smantellati dal neo-costituito governo locale mentre altri, ancora in fase di costruzione, non vennero mai completati (il Daryal-U di Krasnojarsk).
Lo sviluppo di nuovi radar di preallarme costituì uno sforzo di assoluta priorità che vide i primi frutti con l'entrata nella fase di test del primo radar Voronezh nel 2005.
Introdotti ufficialmente dal Presidente Dmitry Medvedev nel corso di una sua visita a Kaliningrad nel 2011, il primo radar della serie ad entrare in servizio, un Voronezh-M, è stato quello di Lekhtusi, dichiarato pronto al combattimento nel 2012.
Il 20 dicembre 2017, sono entrate contemporaneamente in servizio tre nuove stazioni radar, aumentando così il numero totale di radar operativi a 7.
Secondo il ministero della Difesa russo, nel 2022 sarà completata la costruzione di nuove stazioni radar vicino a Vorkuta e Murmansk.

## Caratteristiche
Sono state sviluppate varie versioni del radar, ciascuna funzionante su lunghezze d'onda diverse al fine di rilevare diverse tipologie di bersagli: i radar metrici forniscono un'elevata visibilità dei velivoli all'interno dello spazio aereo monitorato, quelli decimetrici forniscono copertura dai bersagli missilistici, quelli centimetrici sono invece in grado di rilevare bersagli stealth ed ipersonici che rientrino nell'area di copertura.

## Unità
| Tipo       | Posizione   | Raggio   | Impostazione      | Entrata in servizio                  | Stato          | Note |
| ---------- | ----------- | -------- | ----------------- | ------------------------------------ | -------------- | --- |
| Voronež-M  | Lekhtusi    | 4.200km  | 2005              | 2009                                 | Attivo         | Controlla lo spazio aereo dalla costa del Marocco a Spitsbergen. Previsto aggiornamento alla versione Voronež-VP |
| Voronež-DM | Armavir     | 6.000 km | 2006              | 2009 (segmento I) 2013 (segmento II) | Attivo         | Costituito da 2 segmenti che coprono area Europa meridionale-Nord Africa                                         |
| Voronež-DM | Pionersky   | 6.000 km | 2010              | 2014                                 | Attivo         | Controlla lo spazio aereo in tutta Europa, compreso il Regno Unito                                               |
| Voronež-M  | Mišelevka   | 6.000 km | 2010              | 2015                                 | Attivo         | Controlla il territorio dalla costa orientale degli Stati Uniti all'India                                        |
| Voronež-DM | Yeniseisk   | 4.200 km | 2012              | 2017                                 | Attivo         | Copre la direzione nord-est                                                                                      |
| Voronež-DM | Barnaul     | 4.200 km | 2013              | 2017                                 | Attivo         | Copre la direzione sud-est                                                                                       |
| Voronež-M  | Orsk        | 6.000 km | 2013              | 2017                                 | Attivo         | Controlla il settore dal deserto del Taklamakan alle rive del Mar Mediterraneo                                   |
| Voronež-SM | Vorkuta     | 6.000 km | 24 settembre 2015 | 2021                                 | In costruzione | |
| Voronež-VP | Olenegorsk  |          | 2017              | 2022                                 | In costruzione | Sostituirà il complesso "Dnepr/Daugava", che controlla la direzione nordovest                                    |
| Voronež-SM | Sebastopoli | 6.000 km | -                 | 2024                                 | Pianificato    | Espanderà le capacità della stazione radar Voronež-DM ad Armavir                                                 |

## Versioni
- Voronež-M: opera nella gamma di lunghezze d'onda del metro (VHF) ed è stato progettato da RTI Mints
- Voronež-DM: opera nella gamma del decimetro (UHF) ed è stato progettato da NPK NIIDAR. Ha una portata massima di 10.000 km (varia a seconda dell'altitudine di volo del bersaglio) ed è in grado di tracciare contemporaneamente 500 oggetti
- Voronež-VP: opera nella gamma del metro (VHF) e presenta 6 segmenti invece dei 3 del Voronezh-M
- Voronež-SM: opera nella gamma del centimetro
- Voronež-MSM: opera in due bande contemporaneamente: metro e centimetro

## Operatori
Russia